# تورشتاین کروکن
تورشتاین کروکن (انگلیسی: Thorstein Kråkenes; ۳ آوریل ۱۹۲۴ – ۱۷ سپتامبر ۲۰۰۵) قایقران روئینگ اهل نروژ بود.